# Maximiliano Maria, 7.º Príncipe de Thurn e Taxis
Maximiliano Maria, O Sétimo Príncipe de Thurn e Taxis (Maximiliano Maria Carlos José Gabriel Lamoral), (24 de Junho de 1862 - 2 de Junho de 1885), foi o sétimo príncipe de Thurn e Taxis e chefe da família com o mesmo nome, desde 10 de Novembro de 1871, quando tinha apenas nove anos de idade, até à sua morte a 2 de Junho de 1885, aos vinte-e-dois.

## Família
Maximiliano era o terceiro filho e primeiro varão do príncipe-herdeiro Maximiliano António de Thurn e Taxis e da sua esposa, a duquesa Helena Carolina da Baviera, irmã mais velha da imperatriz Isabel (Sissi) da Áustria. Inicialmente, era Helena quem estava destinada a casar-se com o imperador Francisco José I, mas este acabou por preferir a sua irmã mais nova.
Maximiliano tinha duas irmãs mais velhas, a princesa Luísa de Thurn e Taxis, casada com o príncipe Frederico de Hohenzollern-Sigmaringen, e a princesa Isabel de Thurn e Taxis, casada com o duque Miguel de Bragança, e um irmão mais novo, Alberto, 8.º Príncipe de Thurn e Taxis, casado com a arquiduquesa Margarida Clementina da Áustria.

## Primeiros anos
Após a morte do seu pai a 26 de Junho de 1867, Maximiliano tornou-se herdeiro-aparente da liderança da Casa de Thurn e Taxis. Quando o seu avô Maximiliano Carlos, 6.º Príncipe de Thurn e Taxis, morreu a 10 de Novembro de 1871, Maximiliano sucedeu-o como príncipe de Thurn e Taxis, com apenas nove anos de idade.

## Educação
Para o preparar para o seu futuro cargo, Maximiliano Maria recebeu a sua educação do barão Carl von Geyr-Schleppenburg. Maximiliano Maria frequentou a escola pública, mas recebeu aulas privadas. No início do outono de 1880, começou a estudar filosofia, direito e economia nas universidades de Bonn, Estrasburgo e Göttingen. Desde muito novo, Maximiliano fascinava-se não só com equitação e caça, mas também com a promoção das artes e das ciências e pediu ao seu arquivista que escrevesse a história da Casa de Thurn e Taxis com bases cientificas.

## Carreira e Filantropia
Para celebrar os seus feitos e a sua tomada de posse oficial como príncipe de Thurn e Taxis, Maximiliano ofereceu uma quantia generosa aos pobres da cidade de Regensburg e arredores e para o restauro da Abadia de Santo Emerano.

## Morte
Maximiliano morreu ainda muito jovem, com apenas vinte-e-dois anos de idade. O seu coração tinha enfraquecido depois de um ataque de escarlatina quando era criança, e, a partir daí, passou a sofrer de espasmos cardíacos graves. Em 1885, morreu devido a uma embolia pulmonar.

## Genealogia
| Maximiliano, 7.º Príncipe de Thurn e Taxis | Pai: Maximiliano António de Thurn e Taxis | Avô paterno: Maximiliano Carlos de Thurn e Taxis | Bisavô paterno: Carlos Alexandre, 5.º Príncipe de Thurn e Taxis |
| Maximiliano, 7.º Príncipe de Thurn e Taxis | Pai: Maximiliano António de Thurn e Taxis | Avô paterno: Maximiliano Carlos de Thurn e Taxis | Bisavó paterna: Teresa de Mecklemburgo-Strelitz                 |
| Maximiliano, 7.º Príncipe de Thurn e Taxis | Pai: Maximiliano António de Thurn e Taxis | Avó paterna: Guilhermina de Dörnberg             | Bisavô paterno: Ernesto de Dörnberg                             |
| Maximiliano, 7.º Príncipe de Thurn e Taxis | Pai: Maximiliano António de Thurn e Taxis | Avó paterna: Guilhermina de Dörnberg             | Bisavó paterna: Guilhermina Henriqueta Maximiliana de Glauburg  |
| Maximiliano, 7.º Príncipe de Thurn e Taxis | Mãe: Helena Carolina da Baviera           | Avô materno: Maximiliano, duque da Baviera       | Bisavô materno: Pio Augusto da Baviera                          |
| Maximiliano, 7.º Príncipe de Thurn e Taxis | Mãe: Helena Carolina da Baviera           | Avô materno: Maximiliano, duque da Baviera       | Bisavó materna: Amélia Luísa de Arenberg                        |
| Maximiliano, 7.º Príncipe de Thurn e Taxis | Mãe: Helena Carolina da Baviera           | Avó materna: Luísa Guilhermina da Baviera        | Bisavô materno: Maximiliano I José da Baviera                   |
| Maximiliano, 7.º Príncipe de Thurn e Taxis | Mãe: Helena Carolina da Baviera           | Avó materna: Luísa Guilhermina da Baviera        | Bisavó materna: Carolina de Baden                               |